# Вестланд
Вестланд (хол. Westland) је град Холандији у покрајини Јужна Холандија. Према процени из 2008. у граду је живело 99.378 становника.

## Становништво
Према процени, у граду је 2008. живело 94.927 становника.
| 1980.  | 1990.  | 2000.  | 2008.  |
| ------ | ------ | ------ | ------ |
| 83.948 | 91.426 | 94.927 | 99.378 |